# Monte Argentella
Le Monte Argentella est une montagne s'élevant à 2 200 mètres d'altitude située aux confins des Marches et de l'Ombrie, dans les provinces de Macerata, d'Ascoli Piceno et de Pérouse, dans le parc national des Monts Sibyllins.

## Situation
La zone habitée la plus proche du Monte Argentella est le village de Castelluccio di Norcia, une frazione de la commune de Norcia, dans la province de Pérouse, en Ombrie.
Le Monte Argentella est relié à la Cima del Redentore, à la Forca Viola (it), au Palazzo Borghese et au Monte Vettore.